# Scarabaeiformia
A Scarabaeiformia a rovarok (Insecta) osztályába, ezen belül a bogarak (Coleoptera) rendjébe és a  mindenevő bogarak (Polyphaga) alrendjébe tartozó alrendág.

## Rendszerezés
Az alrendág egyetlen öregcsaládja a Scarabaeoidea, az alábbi családokkal:
- Belohinidae (Paulian, 1959)
- Bolboceratidae (Mulsant, 1842)
- Ceratocanthidae (White, 1842)
- Álszarvasbogárfélék (Diphyllostomatidae) (Holloway, 1972 )
- Álganajtúró-félék (Geotrupidae) (Latreille, 1802)
- Csorványfélék (Glaphyridae) (MacLeay, 1819 )
- Glaresidae (Semenov-Tian-Shanskii & Medvedev, 1932 )
- Hybosoridae (Erichson, 1847)
- Szarvasbogárfélék (Lucanidae) (Latreille, 1804)
- Homoktúrófélék (Ochodaeidae) (Mulsant & Rey, 1871)
- Cukorbogárfélék (Passalidae) (Leach, 1815)
- Esőbogárfélék (Pleocomidae) (LeConte, 1861 )
- Ganajtúrófélék (Scarabaeidae) (Latreille, 1802)
- Irhabogárfélék (Trogidae) (MacLeay, 1819 )

### Elavult rendszerezés
A régi rendszertanok a Scarabaeiformia családjainak egy részét egyetlen családként, a lemezescsápú bogarak (Lamellicornia) családjaként kezelték. Az alábbiakat sorolták ide:
- szarvasbogarak (Lucanidae család)
- irhabogarak (Trogidae család)
- trágyabogarak (Aphodiinae alcsalád a ganajtúrófélék családjában)
- rózsabogarak (Cetoniinae alcsalád a ganajtúrófélék családjában)
- cserebogarak (Melolonthinae alcsalád a ganajtúrófélék családjában)
- szipolybogarak (Rutelinae alcsalád ganajtúrófélék családjában)
- ganajtúróbogarak (Scarabaeidae család)

## Képek

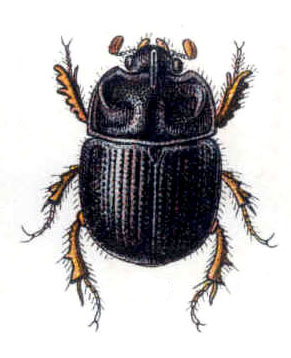
Bolboceras armiger (Bolboceratidae)
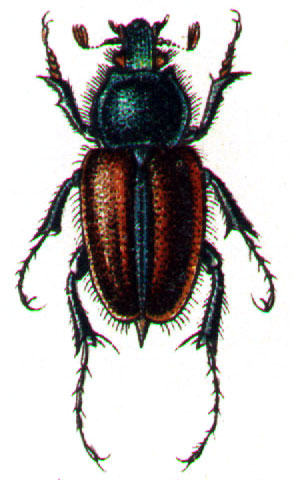
Anthypna abdominalis (Csorványfélék)
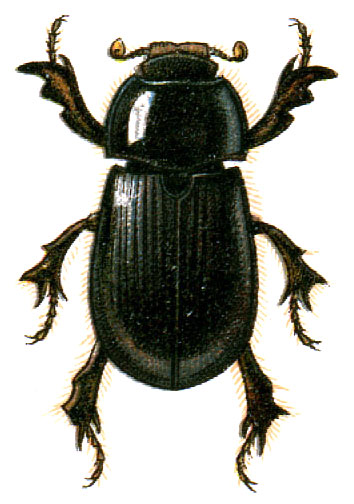
Hybosorus illigeri (Hybosoridae)
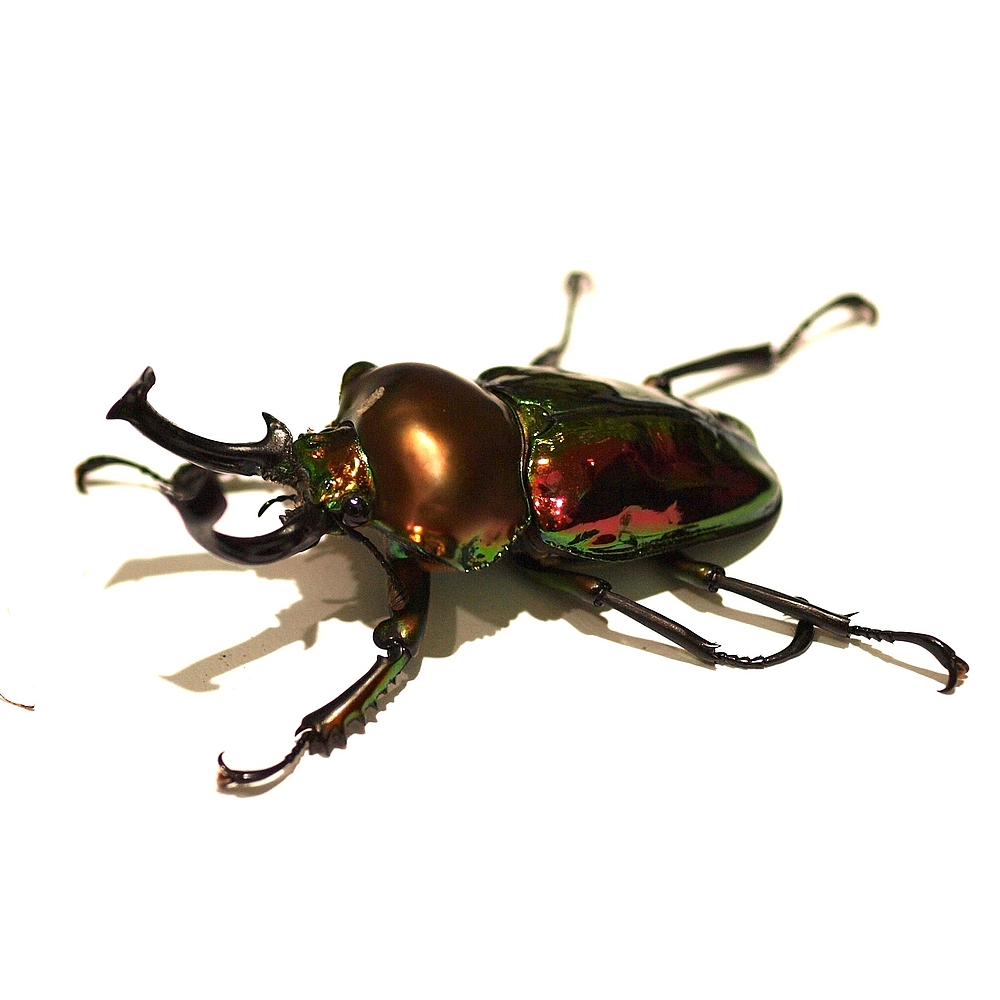
Phalacrognathus muelleri (Szarvasbogárfélék)
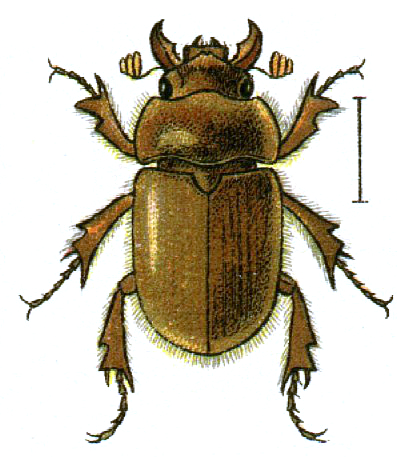
Codocera ferruginea (Homoktúrófélék)
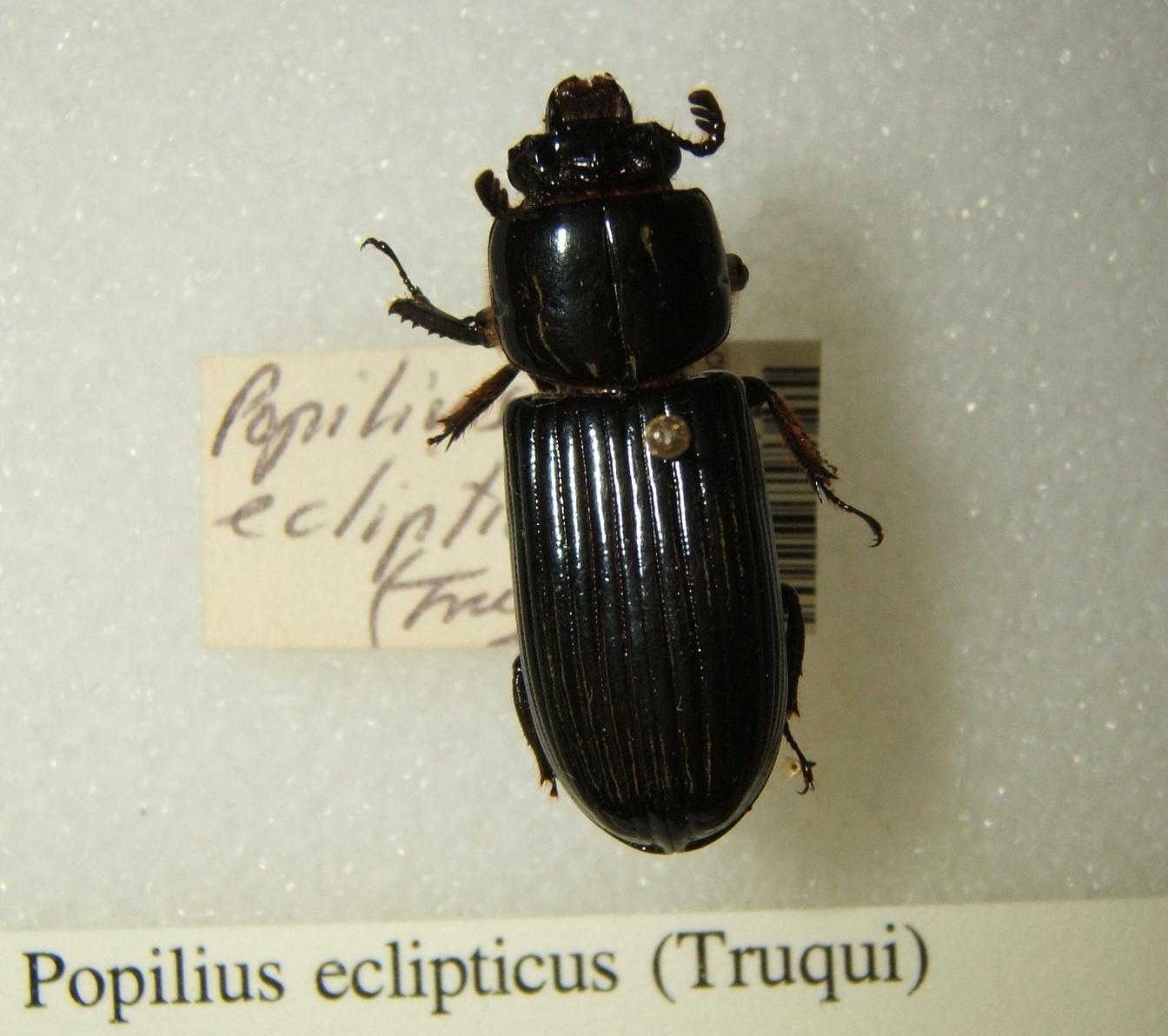
Popilius eclipticus (Cukorbogárfélék)
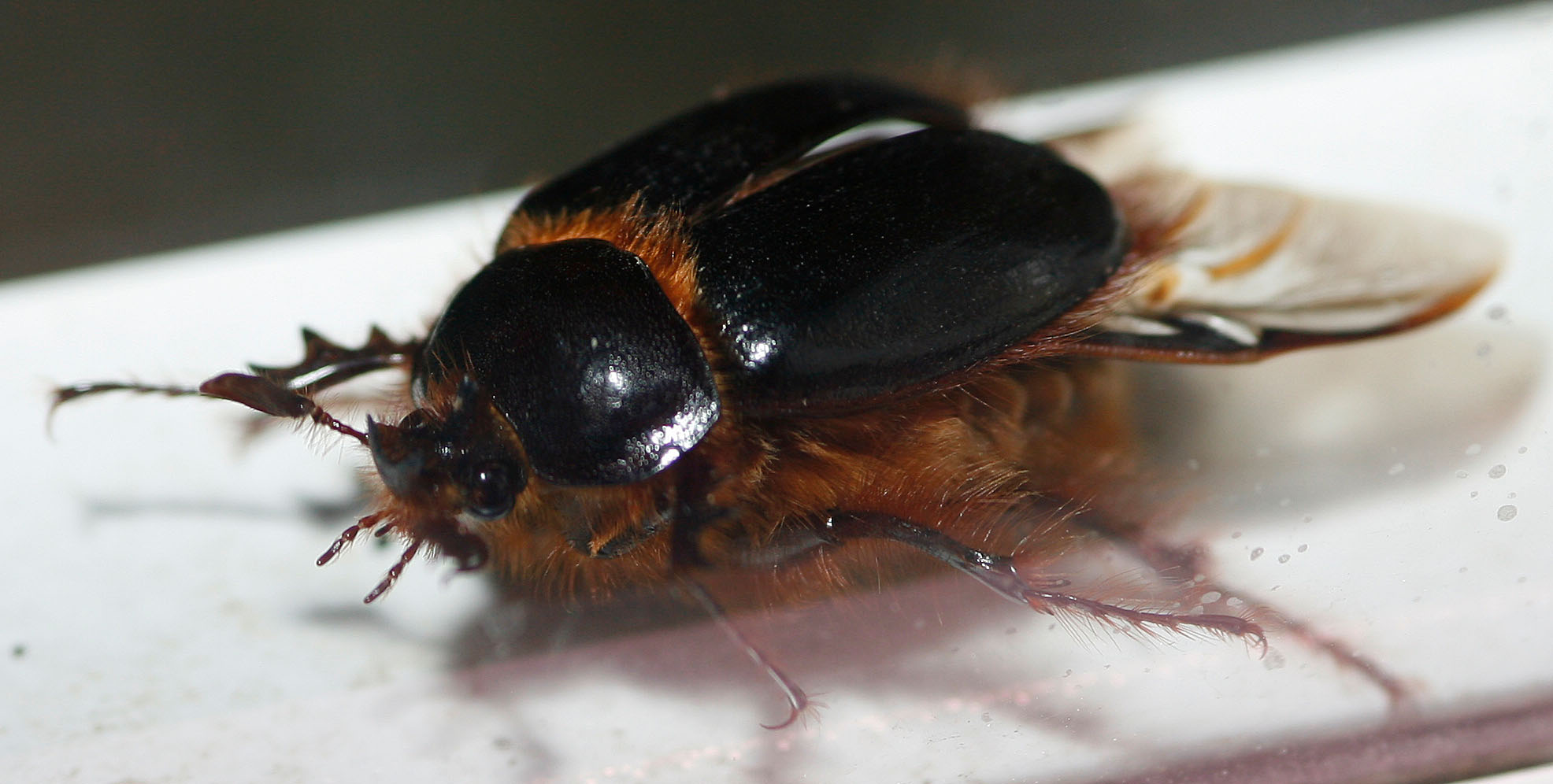
Pleocoma sp. (Esőbogárfélék)
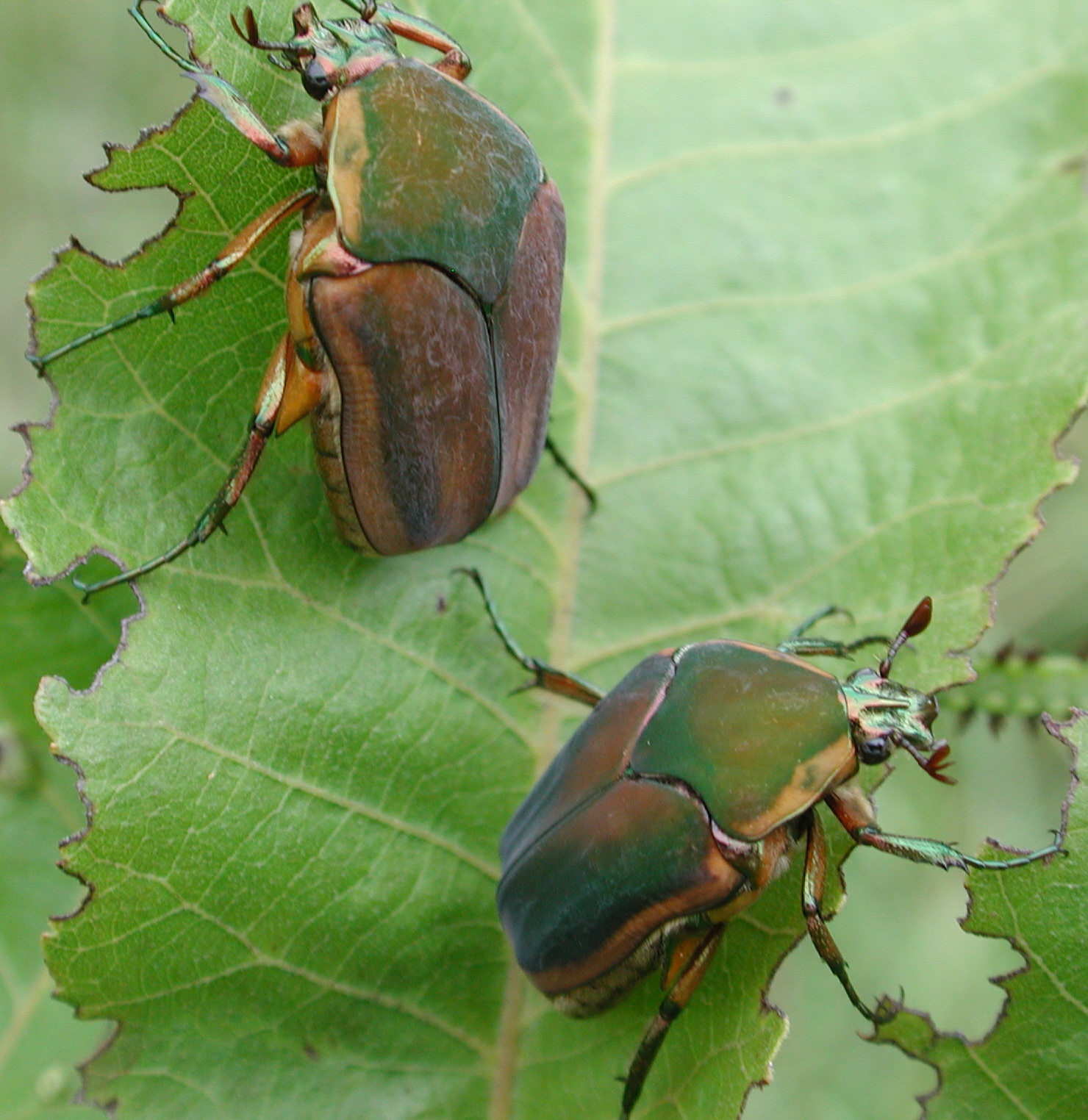
Cotinis nitida (Ganajtúrófélék)
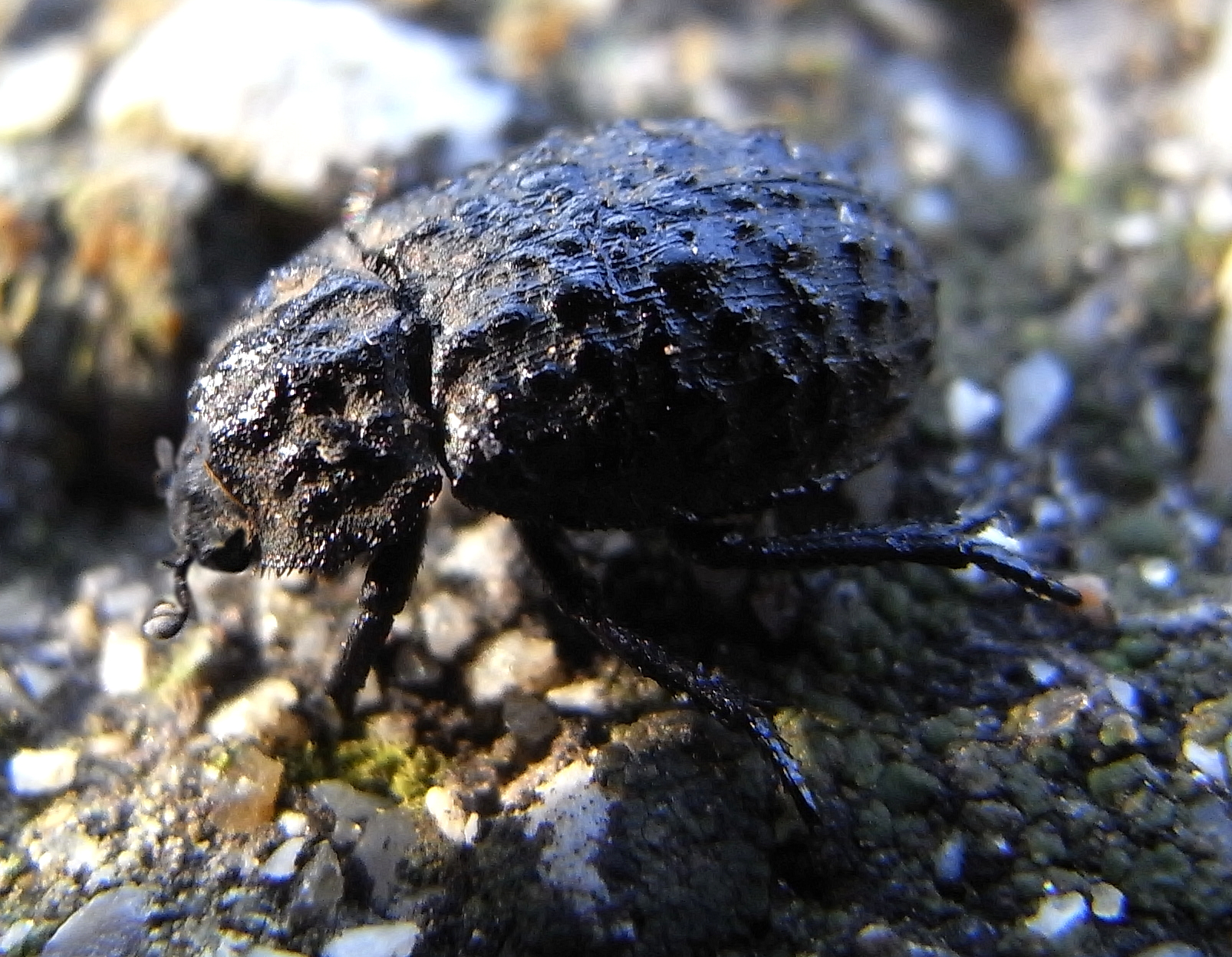
Trox perlatus (Irhabogárfélék)